# Gbehzohngar Findley
Gbehzohngar Milton Findley (ur. 2 lipca 1960) – polityk liberyjski, senator-senior hrabstwa Grand Bassa, przewodniczący pro tempore senatu.
Gbehzohngar Milton Findley jest synem Josepha Findleya i Gertrudy. Jego żoną jest Kaddiey Findley – mają dwoje dzieci. Findley jest licencjatem nauk ścisłych Franklin University w Ohio, a także magistrem nauk ścisłych uniwersytetu w Lund. 
Jest właścicielem Produce Packaging Company eksportującej kawę i kakao.